# Поццомаджоре
Поццомаджоре (итал. Pozzomaggiore) — коммуна в Италии, располагается в регионе Сардиния, подчиняется административному центру Сассари.
Население составляет 3011 человек, плотность населения составляет 37,87 чел./км². Занимает площадь 79,52 км². Почтовый индекс — 7018. Телефонный код — 079.
Покровителем населённого пункта считается святой великомученик Георгий Победоносец. Праздник ежегодно празднуется 23 апреля.